# Roccia Cinque Dita
Roccia Cinque Dita este o arie protejată (arie specială de conservare — SAC, sit de importanță comunitară — SCI) din Italia întinsă pe o suprafață de 21 ha, integral pe uscat.

## Localizare
Centrul sitului Roccia Cinque Dita este situat la coordonatele 44°38′29″N 9°37′45″E / 44.641389°N 9.629167°E.

## Înființare
Situl Roccia Cinque Dita a fost declarat sit de importanță comunitară în iunie 1995 pentru a proteja 5 specii de animale. Situl a fost protejat și ca arie specială de conservare în martie 2019.

## Biodiversitate
Situată în ecoregiunea continentală, aria protejată conține 6 habitate naturale: Grohotișuri termofile și vest-mediteraneene, Pajiști uscate europene, Formațiuni de Juniperus communis pe lande sau pajiști calcaroase, Pajiști calaminariene cu Violetalia calaminariae, Pante stâncoase silicioase cu vegetație casmofită, Pajiști uscate seminaturale și facies de acoperire cu tufișuri pe substraturi calcaroase (Festuco-Brometalia) (* situri importante pentru orhidee).
La baza desemnării sitului se află mai multe specii protejate:
- păsări (3): caprimulg (Caprimulgus europaeus), sfrâncioc roșiatic (Lanius collurio), ciocârlie de pădure (Lullula arborea)
- amfibieni (1): Speleomantes strinatii
- mamifere (1): liliacul mic cu potcoavă (Rhinolophus hipposideros)

Pe lângă speciile protejate, pe teritoriul sitului au mai fost identificate 9 specii de plante, 1 specie de amfibieni, 3 specii de mamifere, 1 specie de reptile.